# Виктор Покровски
Виктор Леонидович Покровски (на руски: Ви́ктор Леони́дович Покро́вский) е руски офицер, генерал-лейтенант. Участник в Първата световна война и Гражданската война в Русия.

## Биография
Роден е в Нижегородска губерния, Русия в семейството на придворен съветник. Завършва Одеския кадетски корпус (1906) и Павловското военно училище (1909). Учи авиация в Петербургския политехнически институт (1912 – 1913), завършва и Севастополската авиошкола (1914).
По време на Първата световна война служи в 10-и гренадирски малоросийски полк като капитан, военен летец – командир на ескадрила, а от 1916 г. е командир на 12-и авиоотряд в Рига. Награден е с военни ордени и отличия.
Включва се в Бялата гвардия в началото на 1918 г. Същата година сформира 2-ри доброволчески отряд (т.нар. Кубанска армия) с численост от 3000 бойци. Оглавява отряд от казаци, с който води сражения с Червената армия.
На 14 март 1918 г. Кубанската Рада (политическата организация на кубанските казаци) назначава Покровски за командващ Кубанската армия и го произвежда в чин полковник, а на 27 март – в генерал-майор. През март 1918 г. Кубанската армия се включва в състава на Доброволческата армия на генерал Лавър Корнилов.
В периода април – юни 1918 г. е командващ войските на Кубанския край, през юни – август 1918 г. е командир на 1-ва кубанска бригада. През периода август 1918 – януари 1919 г. е командир на 1-ва кубанска конна дивизия, от 3 януари 1919 г. – командващ 1-ви кубански корпус, от юли 1919 г. – командващ групата войски на Кавказката армия.
През октомври – ноември 1919 г. е назначен за началник на тила на Кавказката армия. От 26 ноември 1919 до 21 януари 1920 г. е главнокомандващ Кавказката армия на Бялата гвардия, като замества на този пост барон генерал Пьотър Врангел. Свален е от длъжност след няколко поражения, които търпят войските му от Червената армия.
Като командир се отличава с решителност в сраженията и жестокост спрямо болшевиките: около щаба му винаги е било пълно с разстреляни и обесени без съд, по подозрение в симпатии към болшевизма.
Емигрира през Крим в България през април 1920 г. Живее във Варна (1921) и планира организиране на десант на черноморското крайбрежие на Кубан на въоръжени групи белогвардейци за антиболшевишка пропаганда и диверсии. Информацията за създаването на белогвардейската военна организация попада в българската полиция (тогава на власт е БЗНС на Александър Стамболийски), която провежда обиски и арести, като осуетява плановете за десанта. Генерал Покровски е принуден да бяга от Варна и да премине в нелегалност.
На 3 ноември 1922 г. членове на организацията на ген. Покровски убиват в София казашкия предводител Александър Агеев, който работи за съветското правителство и агитира казаците-емигранти да се завърнат в Съветска Русия. Българската полиция влиза в дирите на Покровски, който се укрива в Кюстендил. При опит да бъде арестуван генералът оказва въоръжена съпротива, прободен е с щик и умира в кюстендилската болница.

## Военни звания
Виктор Покровски последователно е щабс-капитан (1917), полковник (24 януари 1918), генерал-майор (1 март 1918), генерал-лейтенант (4 април 1919).